# Veyboard

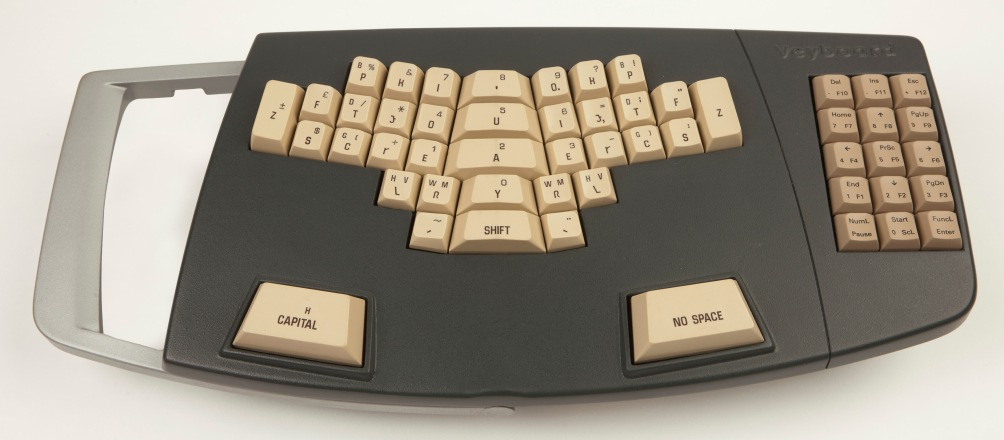
Veyboard vanaf 2009

Het Veyboard is een alternatief toetsenbord voor een (Windows-)pc waarmee veel grotere snelheden te halen zijn dan met een traditioneel QWERTY-toetsenbord. Deze hoge snelheid kan behaald worden doordat met een enkele aanslag een hele lettergreep ingetikt wordt. Een geoefende Veyboard-gebruiker kan een gesprek in een normaal spreektempo bijhouden.
Voordat men het Veyboard kan gebruiken is een training noodzakelijk. Hierdoor is dit toetsenbord vooral interessant voor specifieke toepassingen, waar de hoge snelheid opweegt tegen de tijd die geïnvesteerd moet worden in training. Ook de prijs is een drempel, een Veyboard is verkrijgbaar voor ongeveer tweeduizend euro. Het Veyboard wordt veel gebruikt door schrijftolken en bij de ondertiteling van live televisieprogramma’s. Ook op andere plaatsen waar snel veel tekst geproduceerd moet worden, zoals bij het uitwerken van (politie-) verhoren en bij het notuleren van vergaderingen, komt men het Veyboard regelmatig tegen.
Het Veyboard is een Nederlandse uitvinding en de opvolger van de Velotype. Het Veyboard is echter een toetsenbord voor een pc, en de Velotype was een zelfstandige tekstverwerker.

## Werking
De logica van het Veyboard voor het lettergreeptypen is dezelfde als bij de Velotype. Het Veyboard bevat taalregels voor de talen Nederlands, Engels, Duits, Frans, Zweeds, Deens en Fins.
De logica van het Veyboard zit niet in het Veyboard zelf, maar in software die op de pc draait. Het nadeel hiervan is dat men altijd eerst software moet installeren voordat men het Veyboard kan gebruiken. Het voordeel van deze opzet is dat bugfixes en nieuwe functionaliteit eenvoudig aan alle gebruikers beschikbaar gesteld kunnen worden.

## Ergonomie
De ergonomie van het Veyboard is beter dan van een traditioneel toetsenbord, waardoor RSI-klachten mogelijk voorkomen kunnen worden. Dit komt gedeeltelijk doordat men met minder bewegingen (en dus minder belastend) meer tekst kan produceren. Ook de plaatsing van de toetsen in een enigszins gebogen vlindervorm (overgenomen van de Velotype, die daarmee zijn tijd ver vooruit was) is minder belastend voor de polsen dan de rechte rijen van een traditioneel QWERTY-toetsenbord. Het Veyboard is bedoeld om op schoot te gebruiken. Dit leidt tot een betere houding van schouders en polsen dan bij een toetsenbord op een (vaak te hoge) tafel.
Een aantal minder ergonomische eigenschappen van de Velotype en de eerste Veyboard-versies zijn later verbeterd. Zo is de tekstregel van de Velotype weggelaten uit de eerste Veyboard-versie, omdat het neerkijken naar die regel de nek te veel belast. Verder is de tweede Veyboard-versie veel kleiner en lichter gemaakt, en is een uitklapbare beugel toegevoegd, om het schootgebruik makkelijker te maken. In de laatste Veyboard-versie is het eenvoudiger gemaakt om met snel- en functietoetsen Windows en applicaties te besturen; hierdoor is de muis vaak niet meer nodig.

## Training
Voordat men het Veyboard kan gebruiken, is een gedegen training noodzakelijk. Normaal gesproken is drie tot zes maanden oefenen nodig voordat men alle grepen van het Veyboard beheerst en het traditionele toetsenbord vervangen kan worden. Om een gesprek op een normaal spreektempo bij te kunnen houden is vaak zelfs een tot twee jaar oefening nodig. Deze forse investering in tijd was al ten tijde van de Velotype de grootste belemmering voor het succes van het lettergreeptypen.
Lange tijd was de opleiding tot schrijftolk op de Hogeschool Utrecht de enige plaats waar met kon leren veyboarden. Deze opleiding is in 2001 gestart als eenjarige voltijds opleiding en is in 2007 omgezet naar een tweejarige voltijdse opleiding.
Voor mensen die wel wilden leren veyboarden, maar die geen voltijdse opleiding van een jaar of meer wilden volgen, was er tot 2007 eigenlijk geen alternatief. In 2007 werd de methode ‘Met Veyboard aan de slag’ uitgebracht door de Veyboard-producent om dit alternatief te bieden. Deze methode omvat een boek waarin alle grepen worden uitgelegd en een softwarepakket waarmee die grepen geoefend kunnen worden. In 2010 is een tweede, aanzienlijk uitgebreidere, druk uitgebracht van deze methode. De methode wordt sindsdien ook bij de opleiding tot schrijftolk aan de Hogeschool Utrecht gebruikt. Sinds eind 2011 is de methode gratis beschikbaar voor alle gebruikers van een Veyboard. Hoewel de methode in theorie geschikt is voor zelfstudie, is enige begeleiding in de praktijk wenselijk. Dergelijke begeleiding is tegenwoordig ook te vinden buiten de Hogeschool Utrecht.
Zelfs met de nieuwe leermethode blijft het leren veyboarden een langzaam en soms moeizaam proces. Hierdoor is het onwaarschijnlijk dat het Veyboard ooit een massaproduct wordt.

## Geschiedenis

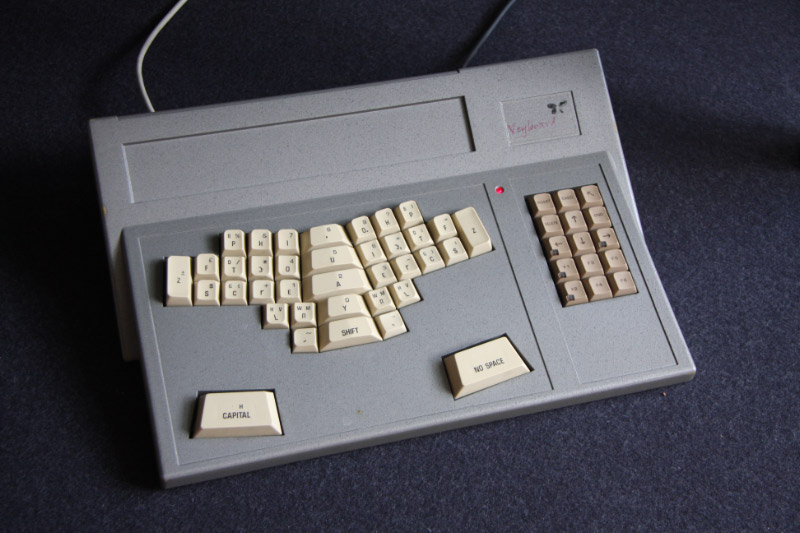
Veyboard met metalen kast van 2001 tot 2005

Al eind jaren 80 kwam het ROI (Rijks-Opleidings-Instituut) samen met de firma Tradecom & Velotype tot een cursus Velotype op de (indertijd nog normale CP/M-) computers, met de tekstverwerker Wordstar; als opleiding voor toen "kansarme" werklozen. De uiteindelijke resultaten hiervan zijn echter niet bekend.
Het duurde echter tot ruim 2001 voor het eerste Veyboard uitkwam. Uiterlijk lijkt dit Veyboard nog erg veel op voorloper Velotype. De grijze metalen kast en de indeling van de toetsen zijn nagenoeg hetzelfde, alleen de tekstregel is verdwenen en er staat een andere naam op. Ook de werking van het Veyboard is hetzelfde als van de Velotype. Het grote verschil is echter dat het Veyboard een toetsenbord is, dat gebruikt kan worden op elke (Windows-)pc. Dit maakt het Veyboard veelzijdiger dan de Velotype (een zelfstandige tekstverwerker).
De tweede versie van het Veyboard die in 2005 uitkwam, wijkt uiterlijk aanzienlijk af van de eerste. De grote, zware metalen kast is vervangen door een veel kleinere en lichtere kunststof kast. Om de kleinere kast toch stabiel op schoot te kunnen gebruiken is een uitklapbare beugel toegevoegd. Ook technisch is er verbetering. De seriële kabel naar de pc is vervangen door een usb-kabel. Omdat de usb-kabel ook voeding kan leveren, is de aparte voedingskabel vervallen.

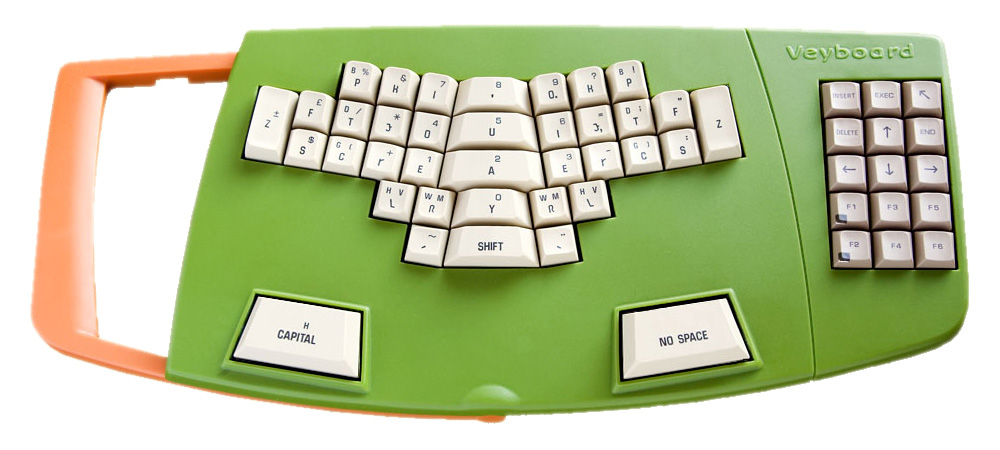
Veyboard met oude kleuren van 2005 tot 2009

Hoewel deze tweede versie duidelijk een verbetering was, was er ook veel kritiek van de gebruikers. Vooral de kleurstelling (grasgroen met een feloranje beugel) kon de (veelal professionele) gebruikers niet bekoren. Ook maakte de onveranderde software niet optimaal gebruik van de usb-mogelijkheden. De gebruikers moesten nog steeds een seriële poort selecteren en de procedure voor het ontkoppelen en weer aankoppelen van het Veyboard was erg foutgevoelig.
De usb-problemen werden pas in 2008 opgelost met een nieuwe softwareversie. In 2009 werd de felgekleurde kast vervangen door een antraciet-grijze kast met een zilverkleurige beugel. In 2010 is de software aangepast om het gebruik van snel- en functietoetsen eenvoudiger te maken. Tegelijkertijd is ook de opdruk van het functietoetsenblok aangepast, zodat deze voor het eerst overeenkomt met de werking van deze toetsen.
Een alternatief voor het Veyboard is de Velotype PRO. Dit toetsenbord is in 2011 op de markt gekomen.